# Site historique national de fort Larned
Pour les articles homonymes, voir Larned.
Le Site historique national de fort Larned préserve le fort Larned qui a été en service de 1859 jusqu'à 1878. Il est approximativement à 9 kilomètres (5,5 miles) à l'ouest de Larned au Kansas.

## Histoire
Le camp sur le Pawnee Fork est fondé le 22 octobre 1859 pour protéger la circulation le long de la piste de Santa Fe contre les Amérindiens hostiles. Il est renommé camp Alert en 1860, alors que la petite garnison d'environ 50 hommes doit rester constamment en alerte contre les Indiens. En mai 1860, il est déplacé en amont à 5 kilomètres (3 miles) à l'ouest au dessus de Pawnee Fork, et à la fin du mois est renommé fort Larned. Il sert au même objectif que le camp Alert et comme agence pour l'administration des Indiens des plaines centrales par le bureau des affaires indiennes selon les termes du traité de Fort Wise de 1861. Le service du fort se termine avec la combinaison de la relocalisation des tribus et de la fin de la réalisation des chemins de fer au Kansas qui fait disparaître le besoin de la piste de Santa Fe.
Larned, au Kansas, et le fort qui a été construit là, ont été nommés en l'honneur du colonel Benjamin F. Larned, le trésorier général de l'armée des États-Unis au moment où le poste est créé. Larned a eu une longue carrière militaire, servant en premier en tant qu'enseigne dans le 21st Infantry pendant la guerre de 1812. Il est promu capitaine après la défense du fort Erie, et en 1854, Larned est colonel et a été nommé trésorier général. Malgré l'appellation de la ville et du fort, ironiquement, le colonel n'est jamais venu au Kansas.
Alors que le gouvernement américain réclame de grandes quantités de terres à l'ouest du fleuve Mississippi, le troc et le commerce s'accroissent exponentiellement. Selon une source de 1858, le commerce augmentait de 10 000 000 dollars annuellement. Dans la république du Missouri, on rapporte que 2 300 hommes, 1 970 chariots, 840 chevaux, 4 000 mules, 15 000 têtes de bétail, 73 attelages et plus de 1 900 tonnes de fret quittent le Missouri pour le Nouveau-Mexique. Il devient clair que de nouvelles fortifications sont nécessaires pour protéger les routes commerciales. Le site du fort Larned est choisi par William Bent, un agent pour les Indiens du haut Arkansas. Bent déclare : « Je le considère essentiel pour avoir deux stations permanentes pour les troupes, une à l'embouchure de Pawnee Fork, et un à Big Timbers, les deux sur la rivière Arkansas... Pour les (les Indiens) contrôler, il est essentiel d'avoir parmi eux une présence perpétuelle d'une force militaire de contrôle. »
La structure d'origine du fort est mal construite et inadéquate. Construit en briques d'adobe, le fort Larned comprend les quartiers des officiers, deux
ensembles de magasins et de baraques, un corps de garde, deux quartiers de lavandières, et un hôpital, avec une boulangerie et un abattoir construits ultérieurement. Après sa fondation, les Indiens des plaines à proximité commencent à respecter la voie commerciale. En août 1861, le colonel Leavenworth, rendant compte du fort Larned, déclare que les Indiens ont quitté la région de la piste de Santa Fe et qu'il n'y a plus de crainte vis-à-vis d'hostilités.
Lorsque la guerre de Sécession éclate en 1861, le fort Larned voit sa première action et agression de la part des Indiens. Les soldats de l'armée régulière sont retirés du poste pour rejoindre le conflit grossissant dans l'est, laissant le fort être occupé par des troupes de volontaires du Kansas, Colorado et du Wisconsin. Les raids et le harcèlement des voyageurs par les Indiens des plaines augmentent pendant les années de la guerre de Sécession. Le 17 juillet 1864, les Indiens Kiowas lancent un raid contre le fort Larned et volent 172 chevaux et mules dans le corral. Les voleurs sont poursuivis mais jamais pris. En 1865, un système d'escorte des trains de chariots est mis en place, et tous les marchands ont interdiction de voyager vers l'ouest au-delà du fort Larned sans une escorte armée.
Bien que le fort ne soit jamais impliqué directement dans un quelconque combat de la guerre de sécession, un incident apporte presque un combat à Larned. En mai 1862, le général confédéré Albert Pike organise une alliance avec quelques Indiens Kiowas et Séminoles dans l'intention de capturer les forts Larned et Wise. Le plan n'est jamais mis en œuvre puisque les Indiens partent pour leur chasse annuelle lorsque la météo s’améliore.
Le fort Larned est le site d'une rencontre entre le général Winfield Scott Hancock et plusieurs chefs Cheyennes le 12 avril 1867, au cours duquel Hancock tente d'impressionner les chefs des Dog Soldiers (en) avec sa puissance militaire. Après la rencontre, Hancock, avec George Armstrong Custer et le 7th U.S. Cavalry, part à l'ouest du fort Larned vers un camp conjoint des Cheyennes et des Lakotas, incitant les habitants à fuir. Hancock ordonne l'incendie du village, commençant un été de combats connu comme la « guerre d'Hancock ». Le fort Larned aide à mettre fin à la guerre de Hancock en soutenant le traité de Medicine Lodge. Pendant l'hiver 1868-69, le major général des États-Unis Philip H. Sheridan lance une campagne contre les Indiens Cheyennes, Kiowas et Comanches dans la région des grandes plaines. Les hommes de Sheridan attaquent tous ceux qui résistent, prenant leur ravitaillement et leur bétail et repoussant les Indiens restants dans leurs réserves. À la fin de la campagne d'hiver, Sheridan a forcé la majorité des Indiens de la région de fort Larned à aller dans les réserves.
Le rénovations du fort Larned ont lieu entre 1866 et 1868. Les structures d'origine en terre et en adobe sont retirées et remplacées par des bâtiments en grès qui constituent le fort actuel. En 1871, les escortes des trains de chariots voyageant sur la piste de Santa Fe ne sont plus nécessaires, éliminant le besoin d'une présence militaire dans la région. Le poste est abandonné le 13 juillet 1878 et le 26 mars 1883 la réserve militaire du fort Larned est transférée du département à la Guerre au bureau général des terres du département de l'intérieur.
De 1885 à 1966, les bâtiments accueillent le siège d'un ranch, avec les propriétaires vivant dans la maison de l'officier commandant et les employés résidant dans ce qui avait été les quartiers des officiers. En 1957, la Fort Larned Historical Society est créée pour développer et ouvrir le site au tourisme. Le fort est désigné comme National Landmark (monument national) en 1961, et en 1964 est incorporé comme une unité sur système des parcs nationaux.

## Site historique
Barracks - les quartiers accueillaient l'infanterie et la cavalerie du côté nord du fort. Les quartiers accueillaient jusqu'à quatre compagnies. En moyenne, 100 ou 150 hommes y stationnaient. En 1868, il y a eu un pic de 400 ou 500 hommes.
Magasins - les réparations étaient réalisées par des ouvriers civils qualifiés. Forgerons et charpentiers étaient engagés avec de hauts salaires. en 1867, un forgeron gagnait 85 $ (1 555 $ actuels) par mois, un sellier et un charron 90 $ (1 646 $ actuels) . Les soldats qui avaient des compétences pouvaient faire du travail supplémentaire dans les bâtiments des magasins en tant qu'ouvriers, forgerons ou mécaniciens. La boulangerie était à l'extrémité nord des magasins et fabriquait le pain. Le pain devait « sécher » sur des étagères au moins deux jours avant d'être servis.
Entrepôts - un rôle important pour un fort frontalier est d'être un lieu de stockage de ravitaillement que l'armée maintient en fonctionnement , y compris pour de la nourriture, des munitions et de l'habillement. Les premiers bâtiments en grès ont été terminés après le bloc d'habitation. Les deux premiers, les entrepôts du vieux commissariat (en) et du quartier-maître, arborent des meurtrières à partir desquelles le fort pouvait être défendu par des tirs de fusil en cas d'attaque.
Rangée des officiers - les quartiers des officiers de compagnie étaient conçus pour accueillir les officiers de quatre compagnies. Les officiers d'une compagnie standard comprenaient deux lieutenants et un capitaines. Les officiers étaient répartis sur deux couloirs, chacun avec quatre chambres ; un lieutenant était logé dans une chambre alors qu'un capitaine pouvait en réclamé deux. À l'arrière de chaque moitié de bâtiment se trouvait une cuisine et les quartiers des serviteurs.
Casemate - la première structure de grès à être achevée est la casemate. Elle est conçue pour la défense. Construite avec deux étages, chacun avec des meurtrières pour se défendre contre des assaillants. Elle comprend un puits en sous-sol sous-sol. alors que la menace diminue, la casemate est reconvertie en prison du poste. Le tunnel du puits est partiellement comblé et utilisé comme salle d'isolement. Les meurtrières sont aussi comblées. La casemate est le seul bâtiment de grès qui a été reconstruit complètement, même si elle est située à son emplacement d'origine.

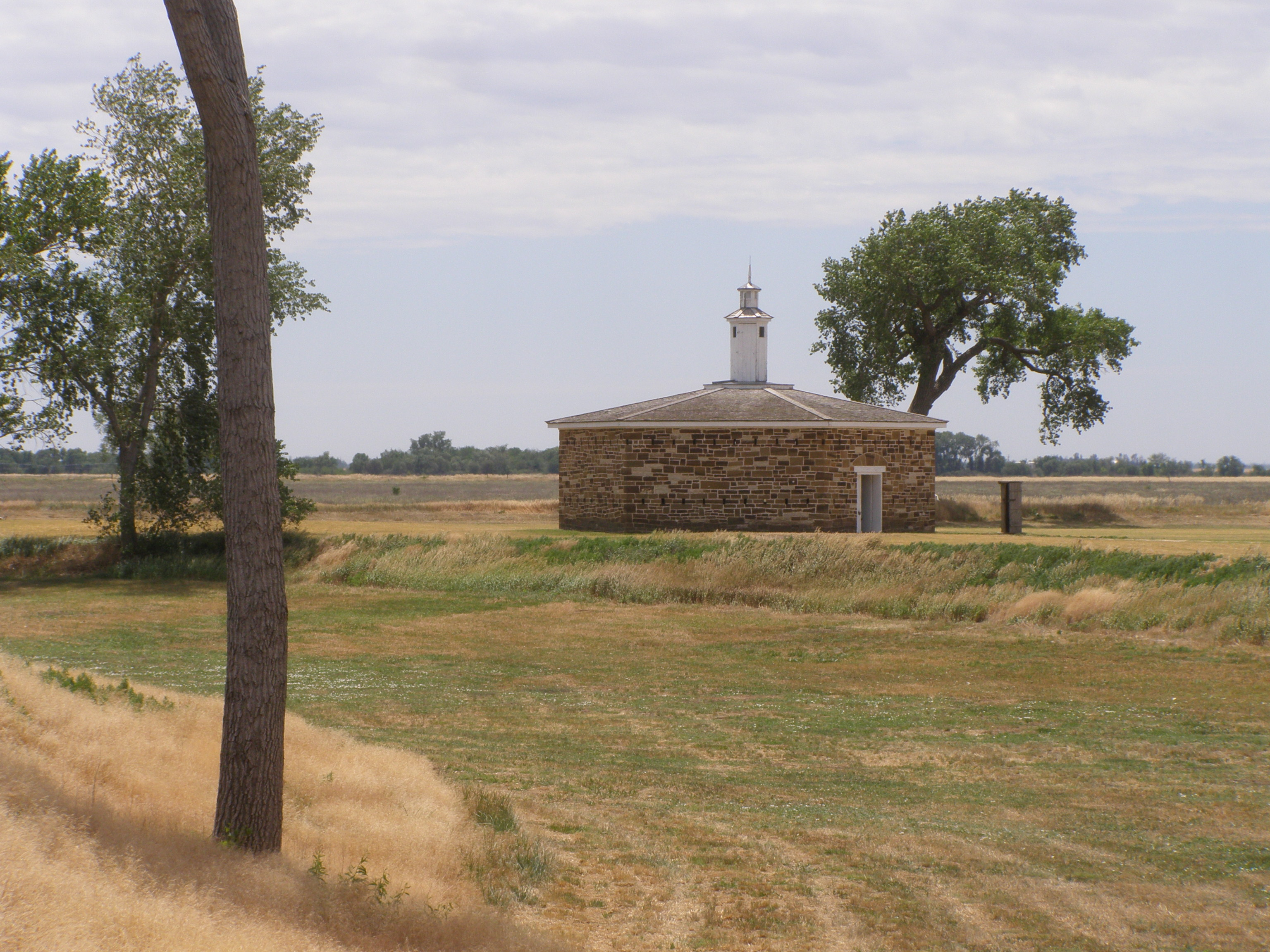
Casemate/Magasin/Prison
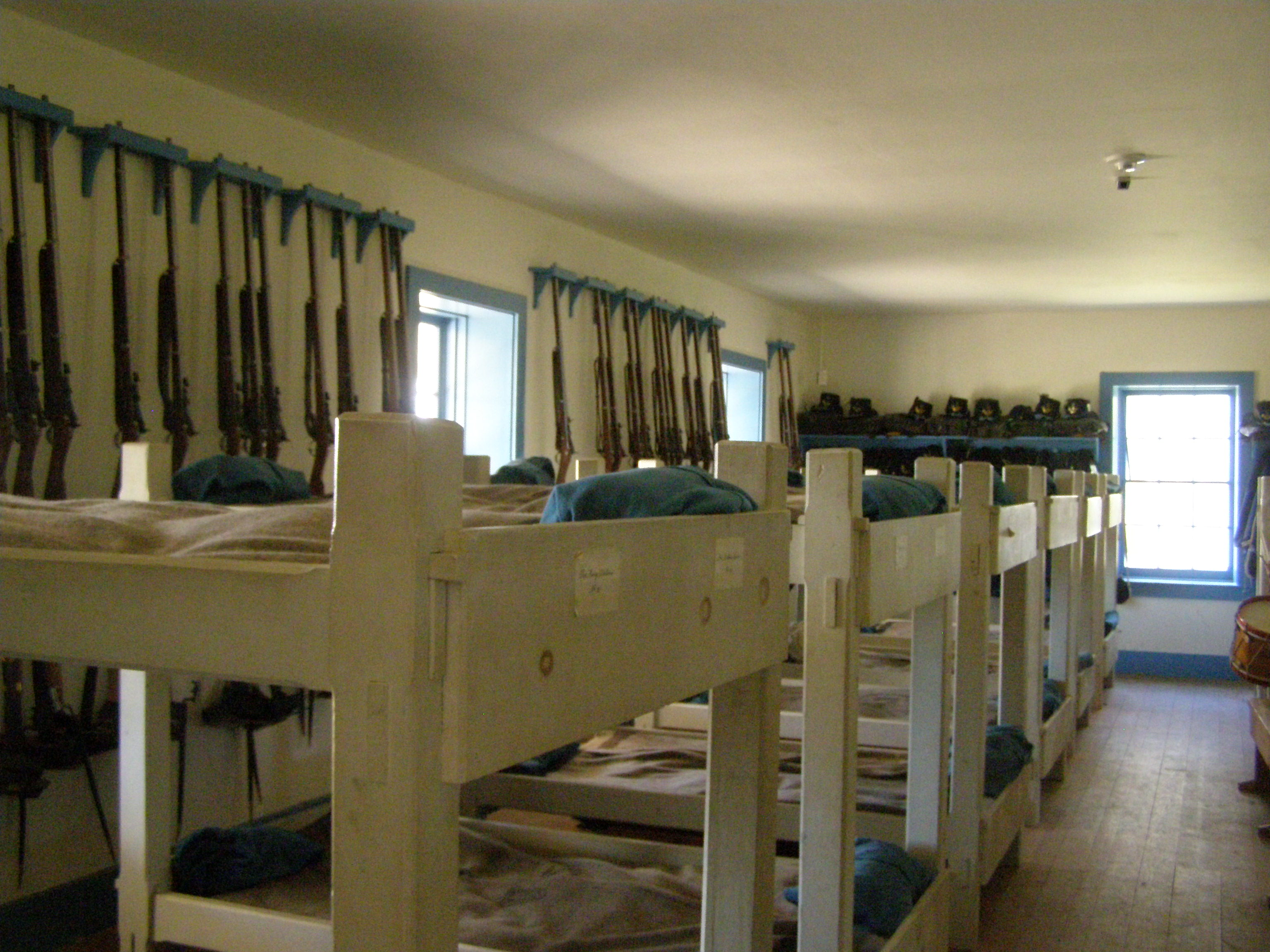
Chambre dans les Barracks
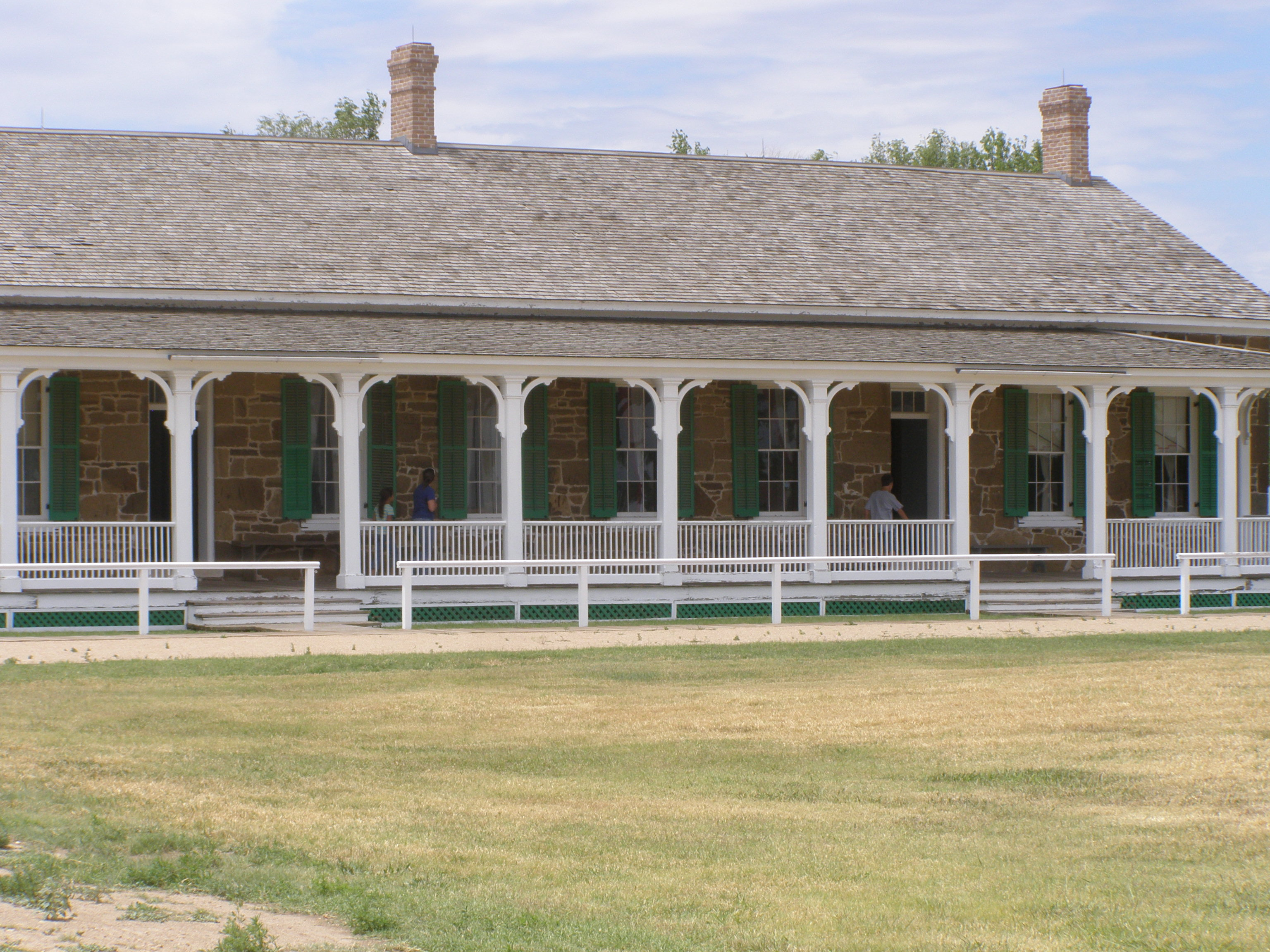
Logement d'un officier subalterne
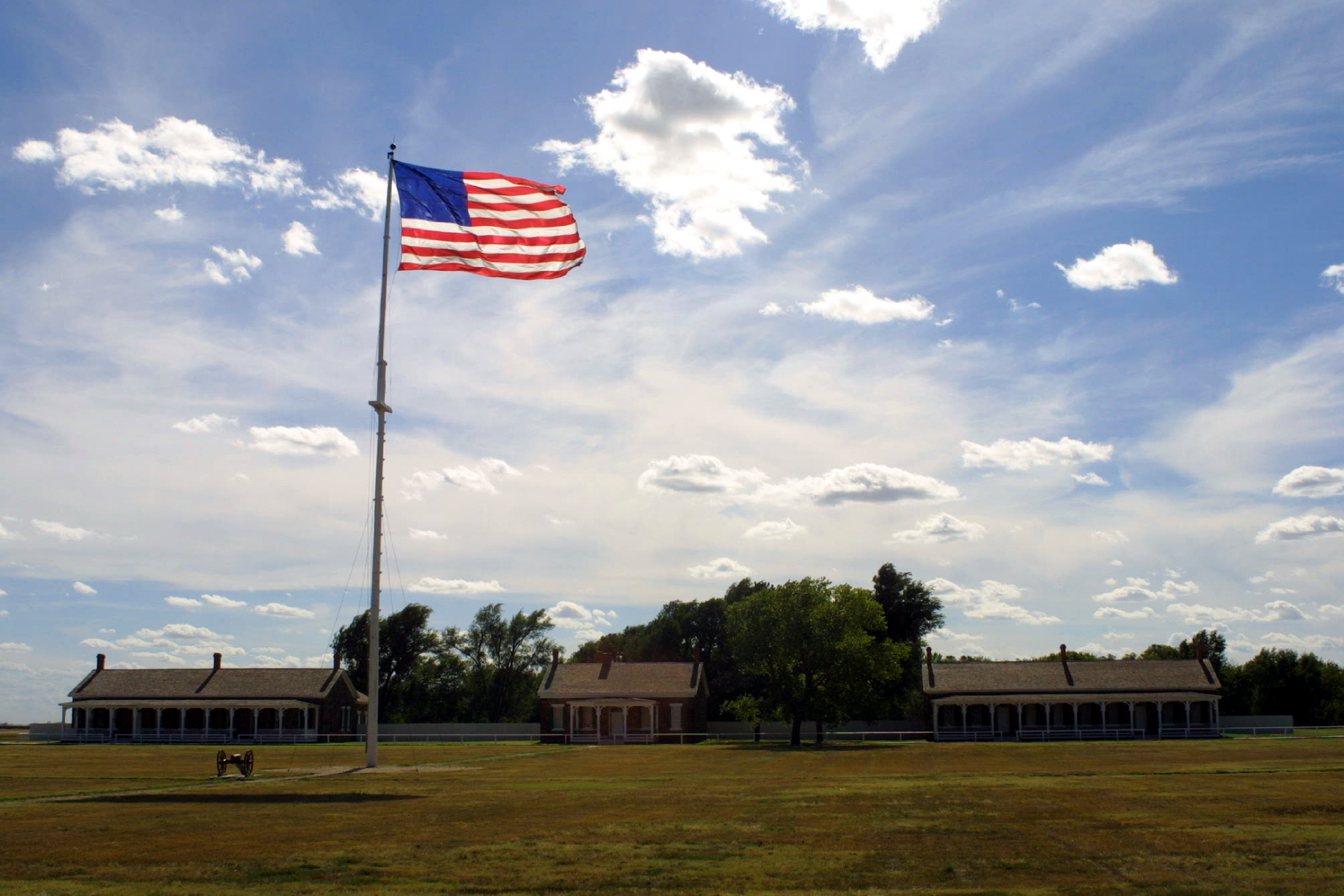
Place d'armes
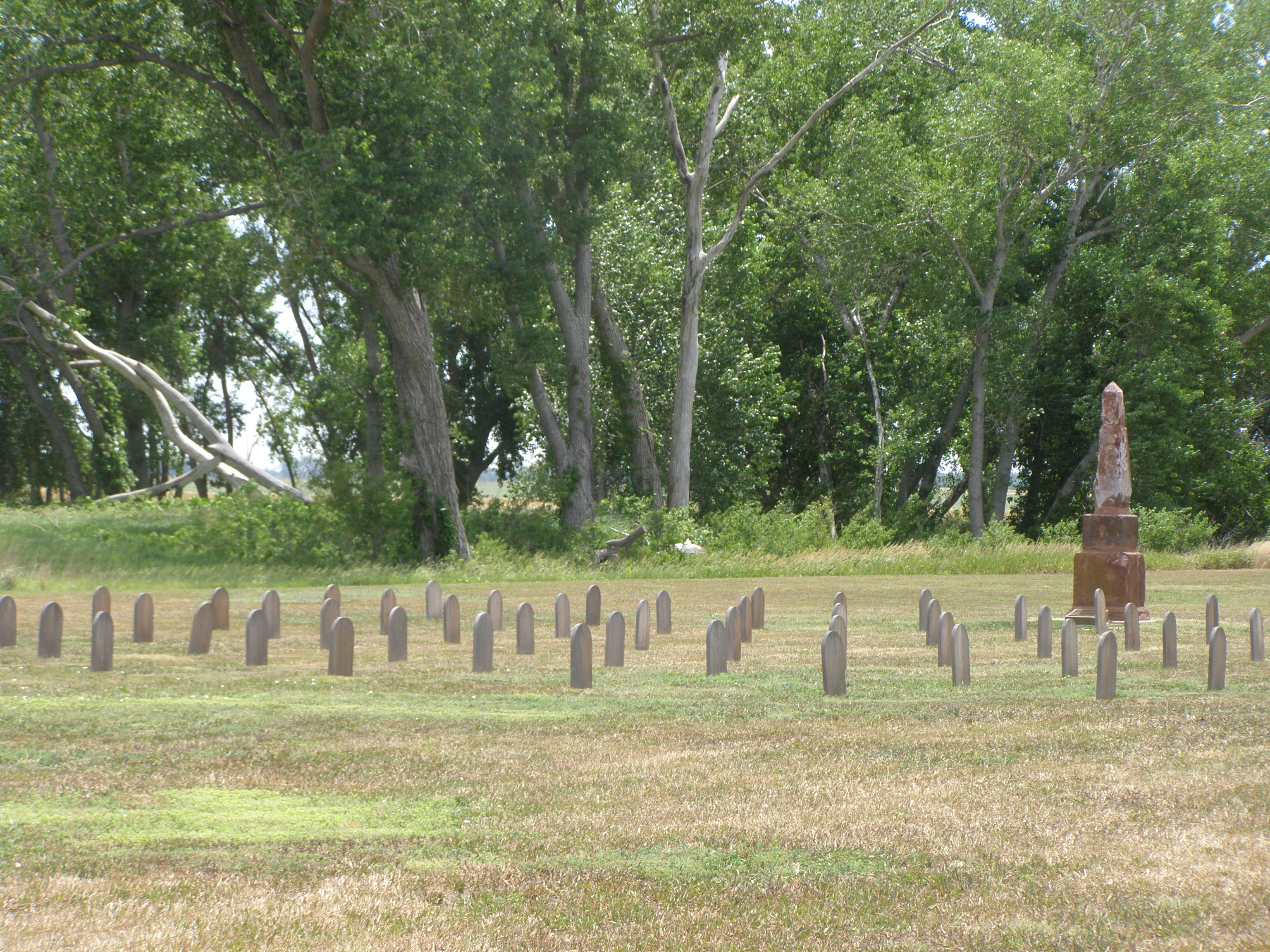
Cimetière de fort Larned
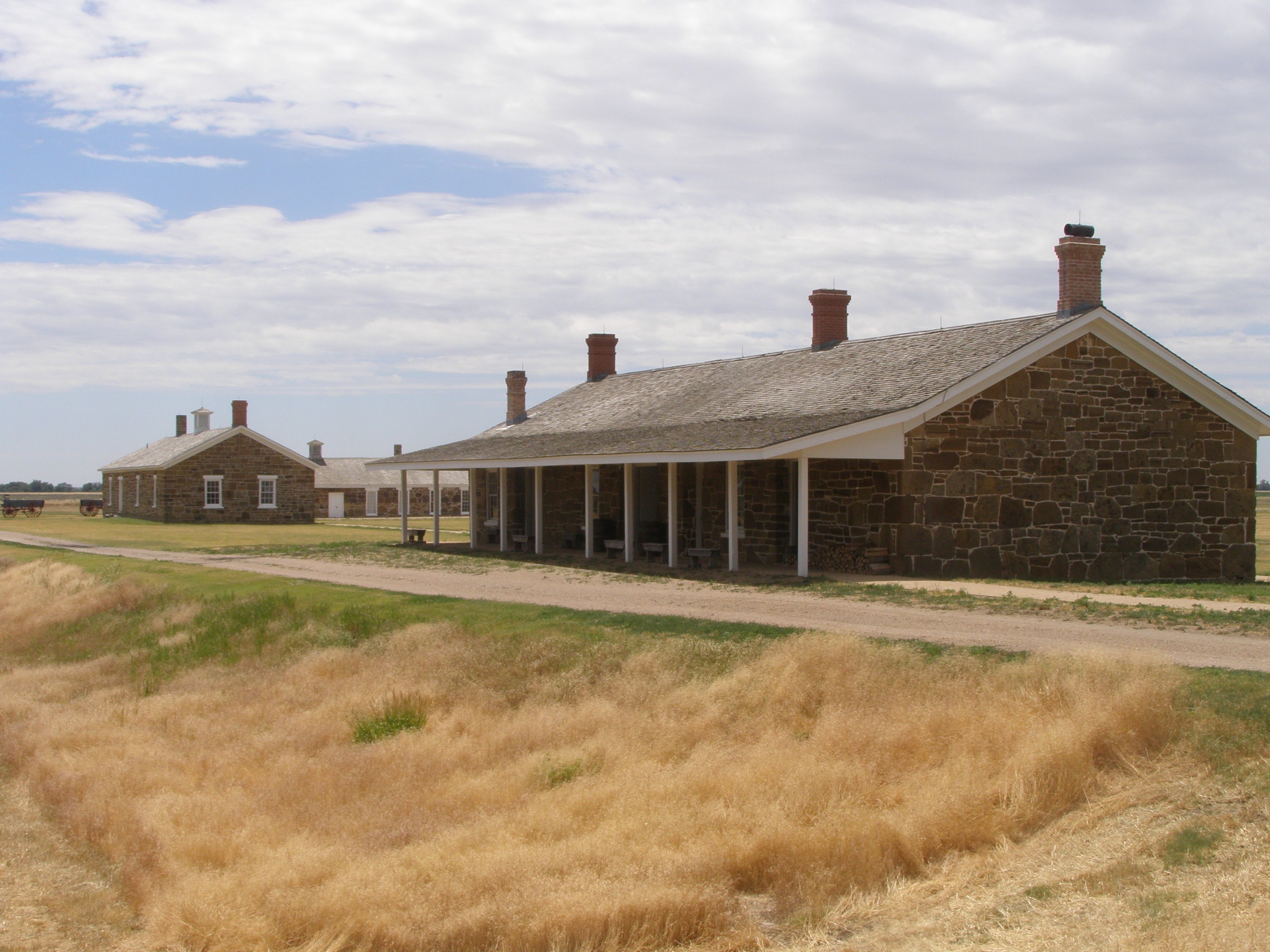
Entrepôt
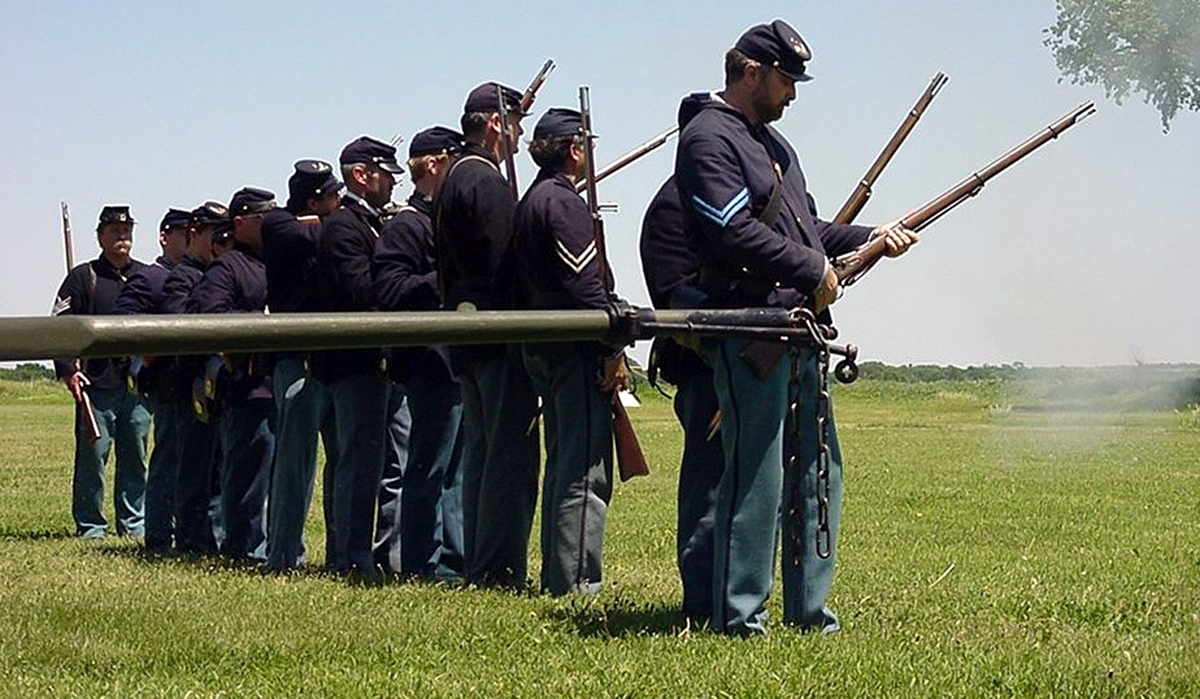
Programme d'histoire vivante
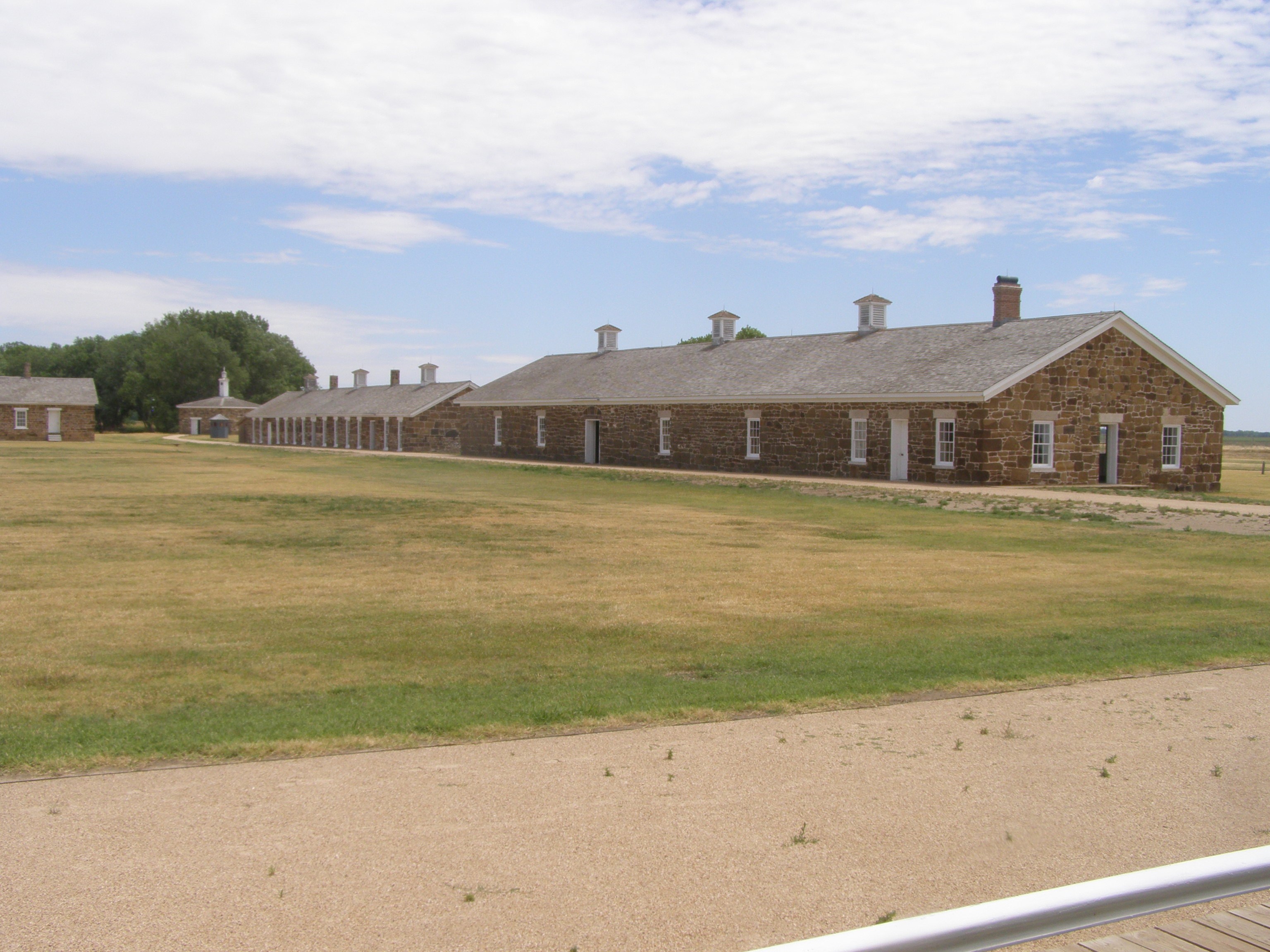
Commissariat

Avec neuf bâtiments historiques, le fort survit comme l'un des meilleurs exemples de préservation de fort de la période les guerres indiennes. La plupart des bâtiments, dont les barracks, le commissariat (en) et les quartiers des officiers sont meublés selon leur apparence d'origine. Le site historique national historique de fort Larned est ouvert tous les jours de l'année et l'entrée est gratuite. Le parc organise plusieurs événements tout au long de l'année, des reconstitutions d'histoire vivante, et des circuits guidés par des rangers,.

## Unités stationnées au fort Larned
Les unités suivantes ont stationné au fort Larned pendant ses 19 ans d'activité :
| Régiment                                        | Années  |
| ----------------------------------------------- | ------- |
| 1st U.S. Cavalry                                | 1859    |
| 2nd U.S. Infantry (en)                          | 1859–63 |
| 2nd U.S. Dragoons                               | 1860–61 |
| 2nd Regiment Kansas Volunteer Cavalry (en)      | 1862    |
| 9th Regiment Kansas Volunteer Cavalry (en)      | 1862–64 |
| 2nd Colorado Volunteer Cavalry                  | 1862–65 |
| 9th Battery, Wisconsin Light Artillery (en)     | 1862–65 |
| 1st Colorado Volunteer Cavalry                  | 1862–64 |
| 12th Regiment Kansas Volunteer Infantry (en)    | 1863    |
| McLain’s Independent Colorado Volunteer Battery | 1864    |
| 15th Regiment Kansas Volunteer Cavalry (en)     | 1864–65 |
| 3rd Wisconsin Volunteer Cavalry (en)            | 1864    |
| 11th Regiment Kansas Volunteer Cavalry (en)     | 1864–65 |
| 2nd U.S. Volunteer Infantry                     | 1865    |
| 48th Wisconsin Volunteer Infantry Regiment (en) | 1865    |
| 17th Regiment Illinois Volunteer Cavalry (en)   | 1865    |
| 2nd U.S. Cavalry                                | 1865–66 |
| 13th U.S. Infantry (en)                         | 1865    |
| 3rd U.S. Infantry                               | 1866–72 |
| 37th U.S. Infantry                              | 1867    |
| 10th U.S. Cavalry (en)                          | 1867–69 |
| 6th U.S. Infantry (en)                          | 1871–72 |
| 5th U.S. Infantry                               | 1872–74 |
| 19th U.S. Infantry                              | 1874–78 |

Le 10th US Cavarly, stationné au fort Larned du 1867 à 1869, est l'une des deux premières unités entièrement noires de cavalerie utilisées dans le pays, avec le 9th US Cavalry. Ensemble, les unités gagnèrent le surnom de Buffalo Soldiers pour leur endurance au combat. Ils firent face au racisme avec la ségrégation militaire des États-Unis, et le 2 janvier 1869, les écuries du 10th Cavalry du fort Larned brûlèrent jusqu'au sol, probablement à la suite d'un incendie volontaire avec un motif racial. L'incendie a tué des dizaines de chevaux, détruit l'équipement et a abouti à la ré-affection de l'unité au fort Zarah (en). En 1999, des études de gradiométrie magnétique et de conductivité électromagnétique ont été menées dans le fort pour tenter de déterminer le lieu des écuries, qui a été perdu. Les études ont identifié plusieurs zones avec des anomalies cohérentes avec les lieux des bâtiments, ainsi que des preuves de désordres terrestres qui sont survenus après l'abandon de l'utilisation en tant que fort